# Takatsugu Jōjima
Takatsugu Jōjima (城島高次 ,Jōjima Takatsugu, 20 de junio de 1890 – 9 de octubre de 1967) fue un almirante en la Armada Imperial Japonesa durante la Segunda Guerra Mundial.

## Biografía
Jōjima provenía de la Prefectura de Saga. Era uno de los graduados de la 40ma clase de la Academia Naval Japonesa Imperial en 1912, donde se colocó como el 111.º de 144 cadetes. Sirvió como guardiamarina en el crucero Azuma y el crucero Ikoma. Después de ser comisionado como ensignia, lo asignaron al crucero Ibuki y después al Akashi, en lo posterior regreso al Ikoma.
Como subteniente, desempeñó servicios en el Nisshin, el acorazado Asahi, y el destructor Hatsuharu. Lo promovieron al rango de teniente en 1919 después de atender cursos avanzados de navegación, y se convirtió en principal navegador en el bote patrulla Manshu, transporte Takasaki, minador Katsuriki, portador Wakamiya, engrasador Shiriya, cruceros Tatsuta, Natori, Abukuma, Haguro, y el portaaviones Kaga.
Promovido al rango de comandante en 1931, Jōjima fue asignado como oficial ejecutivo en el portaaviones Hōshō y el portaaviones Hiryū. El 17 de abril de 1941, se convirtió en el  capitán del portaaviones Shōkaku.
Jōjima seguía siendo capitán del Shōkaku durante el ataque a Pearl Harbor, la Incursión en el Océano Índico, la Batalla de Rabaul, Operación Mo, la Batalla del Mar del Coral.
Jōjima fue promovido al puesto de contraalmirante el 1 de mayo de 1942. Como comandante de las unidades de la aviación naval a través de la guerra, también lideró los portahidroaviones  que participaron en la defensa de Guadalcanal durante la campaña homónima incluyendo la Batalla de Cabo Esperanza y los esfuerzos japoneses por recobrar el Campo Henderson en 1942.
Sobreviviendo a la guerra, Jōjima murió en 1967.